# Tufani (okręg Konstanca)
Tufani – wieś w Rumunii, w okręgu Konstanca, w gminie Independența. W 2011 roku liczyła 362 mieszkańców.